# 문제훈
문제훈(1984년 4월 26일 ~ )은 대한민국의 종합격투기 선수로 대한민국의 종합격투기 단체 로드 FC의 현 밴텀급 선수이다.

## 총 전적

### 프로 종합격투기 전적
24전 11승13패